# The Story So Far (gruppo musicale)
I The Story So Far sono un gruppo musicale statunitense formatosi a Walnut Creek, California, nel 2007.

## Storia del gruppo
Il nome del gruppo deriva da una canzone dei New Found Glory, intitolata appunto The Story So Far. Dopo aver firmato con la Pure Noise Records, la band ha pubblicato il suo album di debutto Under Soil and Dirt nel giugno 2011. Il 26 marzo 2013 hanno pubblicato il loro secondo album, What You Don't See, seguito nel 2015 dall'eponimo The Story So Far. Hanno anche pubblicato tre EP e altrettanti split. Il 21 settembre 2018 è uscito il loro quarto album in studio Proper Dose.

## Stile musicale
Lo stile musicale della band è stato descritto come pop punk, alternative rock ed emo. È stato detto che i The Story So Far hanno un approccio "estremo" al pop punk, a causa della frequente contaminazione con elementi hardcore punk e punk rock.

## Side project
Nel 2020 Parker Cannon ha dato vita, insieme a Pat Kennedy dei Light Years e Harry Corrigan dei Regulate, a un side-project chiamato No Pressure e incentrato su un pop punk che include elementi hardcore e melodic hardcore, con reminescenze dei blink-182.

## Formazione

### Formazione attuale
- Parker Cannon – voce (2007-presente)
- Kevin Geyer – chitarra, voce secondaria (2007-presente)
- William Levy – chitarra (2010-presente)
- Ryan Torf – batteria, percussioni (2007-presente), basso (2022-presente)

### Ex componenti
- Kevin Ambrose – chitarra (2007-2010)
- Kelen Capener – basso (2007-2022)

### Turnisti
- Cameron Macbain – batteria (2011-2012)
- Morgan Foster – basso (2011-2012)
- Ryan Justice – batteria (2011)
- Bo McDowell – chitarra ritmica (2010)

## Discografia

### Album in studio
- 2011 – Under Soil and Dirt
- 2013 – What You Don't See
- 2015 – The Story So Far
- 2018 – Proper Dose
- 2024 – I Want to Disappear

### Album dal vivo
- 2020 – Triple J Live at the Wireless (170 Russell St, Melbourne 2019)

### EP
- 2007 – 5 Songs
- 2010 – While You Were Sleeping
- 2014 – Songs Of

### Split
- 2010 – The Story So Far/Maker
- 2011 – The Story So Far/Morgan Foster
- 2013 – The Story So Far VS Stick to Your Guns

### Singoli
- 2013 – Right Here
- 2015 – Heavy Gloom
- 2017 – Out of It
- 2018 – Let It Go
- 2018 – Upside Down
- 2018 – Take Me as You Please
- 2023 – Big Blind
- 2024 – Letterman
- 2024 – All This Time

### Apparizioni in compilation
- 2010 – Just a Quiet Evening Compilation 2011, con Island in the Sun (cover dei Weezer)
- 2012 – The Glamour Kills Tour Compilation, con Wrightsville Beach (cover dei A Loss for Words)
- 2019 – Keep Shining On - A Tribute to the Music of Tim Landers, con Outbound (cover dei Transit)

## Videografia

### Video musicali
| Titolo                | Anno | Regista                    |
| --------------------- | ---- | -------------------------- |
| Quicksand             | 2011 | James Liberato             |
| Roam                  | 2012 | N.D.                       |
| Empty Space           | 2013 | Kyle Camarillo             |
| Clairvoyant           | 2014 | N.D.                       |
| Heavy Gloom           | 2016 | Kyle Camarillo e Joey Izzo |
| Nerve                 | 2016 | Kyle Camarillo             |
| Upside Down           | 2018 | N.D.                       |
| Take Me As You Please | 2018 | Eric Soucy                 |
| Proper Dose           | 2019 | Elliott Ingham             |
| Light Year            | 2019 | Miguel Barbosa             |
| If I Fall             | 2019 | Eric Soucy                 |
| Letterman             | 2024 | Eric Soucy                 |